# Neunhoffen
Neunhoffen est un écart de la commune française de Dambach, dans le département du Bas-Rhin.
Il se trouve dans la région historique et culturelle d'Alsace et fait partie du parc naturel régional des Vosges du Nord et se trouve sur la frontière avec la région Lorraine et le département de la Moselle.

## Localité
Le village se trouve à quelque 33 km au Nord-Ouest de Haguenau, 66 km au Nord-Ouest de  Strasbourg, 34 km à  l’Ouest de Wissembourg et 19 km à l’Est de Bitche en Moselle.

## Étymologie
Le nom du village se compose de la façon suivante Neun + Hoffen, ce qui signifie littéralement " Neuf fermes ", le chiffre neuf (Neun) suivi de Hoffen (la cour, la ferme).
En dialecte, la commune est appelée " Ninhoffen " et ses habitants " Ninhefler ". En français, on adoptera l'appellation suivante : Neunhoffenois(e).

## Histoire
Le village est mentionné pour la première fois en 1170. Il fait alors partie de la seigneurie de Bitche et du duché de Lorraine.
Au XIVe siècle et jusqu'en 1480, Neunhoffen appartient au comte de Lichtenberg, avec le château de Schœneck.
De 1480 à 1570, le hameau retrouve le pays de Bitche et fait partie du comté de Deux-Ponts-Bitche (Zweibrücken-Bitsch).
Avec l'extinction des Deux-Ponts-Bitche, Neunhoffen passe aux Hanau-Lichtenberg et est intégré au bailliage de Wœrth.
Après l'extinction des Hanau-Lichtenberg, le hameau passe aux Hesse-Darmstadt. Il est brièvement intégré au bailliage de Lemberg (Palatinat) et à sa mairie de Baerenthal-Philippsbourg, avant de retourner au bailliage de Tristan Schmitt en 1790.
Le village devient français en 1793.

## Sismicité
Le risque sismique sur l'ensemble du territoire de l'écart de Neunhoffen est modéré car il se trouve dans une zone de sismicité de 3/5 .

## Climat
Le climat est de type Climat océanique à tendance continentale, classé Cfb dans la classification de Köppen et Geiger.
Les hivers sont généralement froids et enneigés, tandis que les étés sont chauds et secs mais avec de fréquents orages. Une différence de 42 millimètres est enregistrée entre le mois le plus sec et le mois le plus humide. Une variation de 18.3 °C est enregistrée sur l'année.
Le dernier épisode de neige notable a eu lieu le 14 janvier 2021 avec 16,2 cm de neige tombés en 24 heures.
Le vent le plus fort a soufflé le 26 décembre 1999 avec 156 km/h.
La température la plus basse a été enregistrée le 23 janvier 1942 avec -28.8°C.
La plus forte chaleur a été enregistrée le 25 juillet 2019 avec 37.9°C.

## Économie

### Entreprises et commerces

#### Tourisme
- Gîtes ruraux.
- Restaurant du Hohenfels[2].

## Lieux et monuments

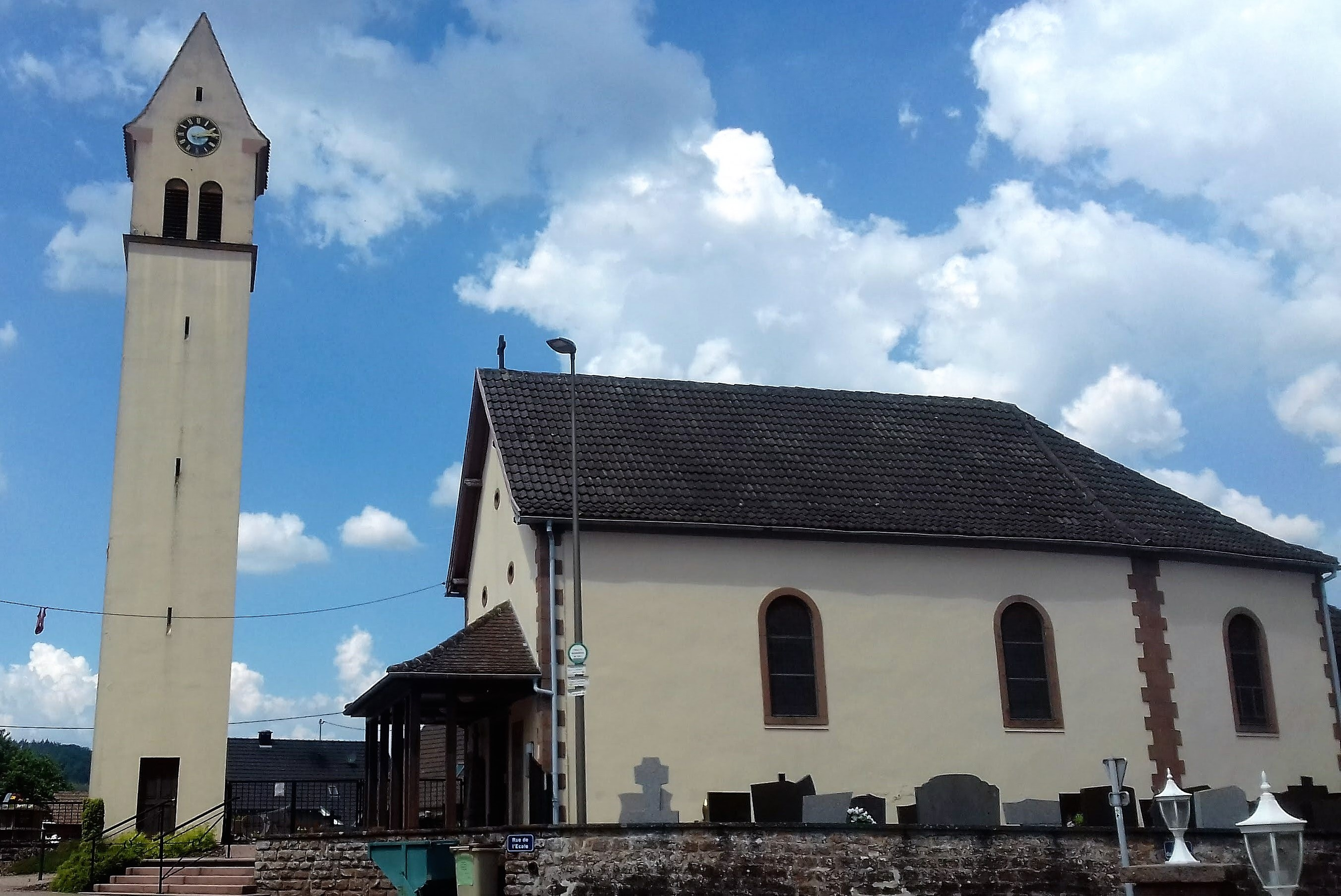
Église Saint-Jean-Baptiste de Neunhoffen à Dambach.
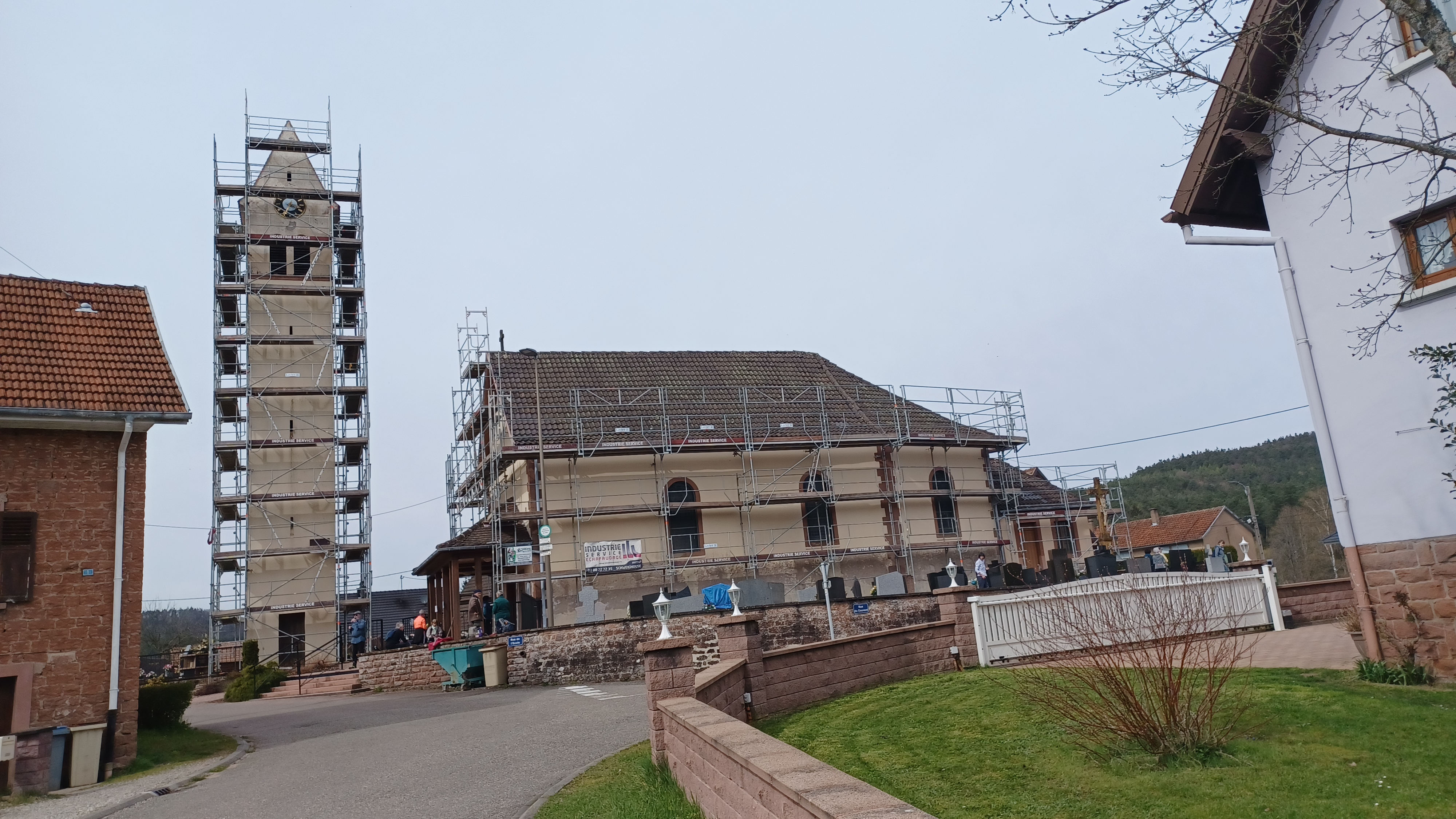
Eglise Saint-Jean-Baptiste en travaux (10-04-2023)[3].
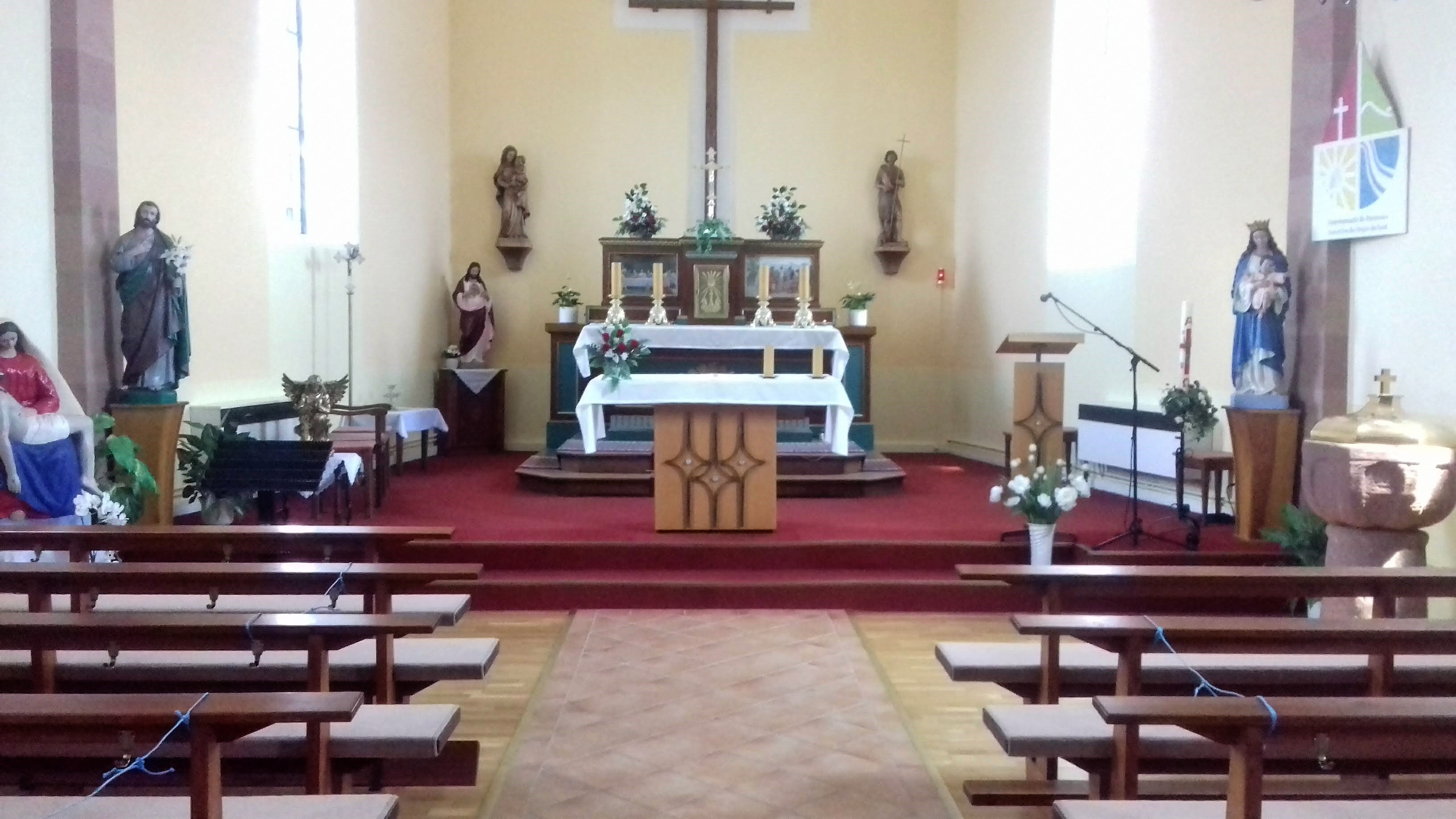
Intérieur église Saint-Jean-baptiste.
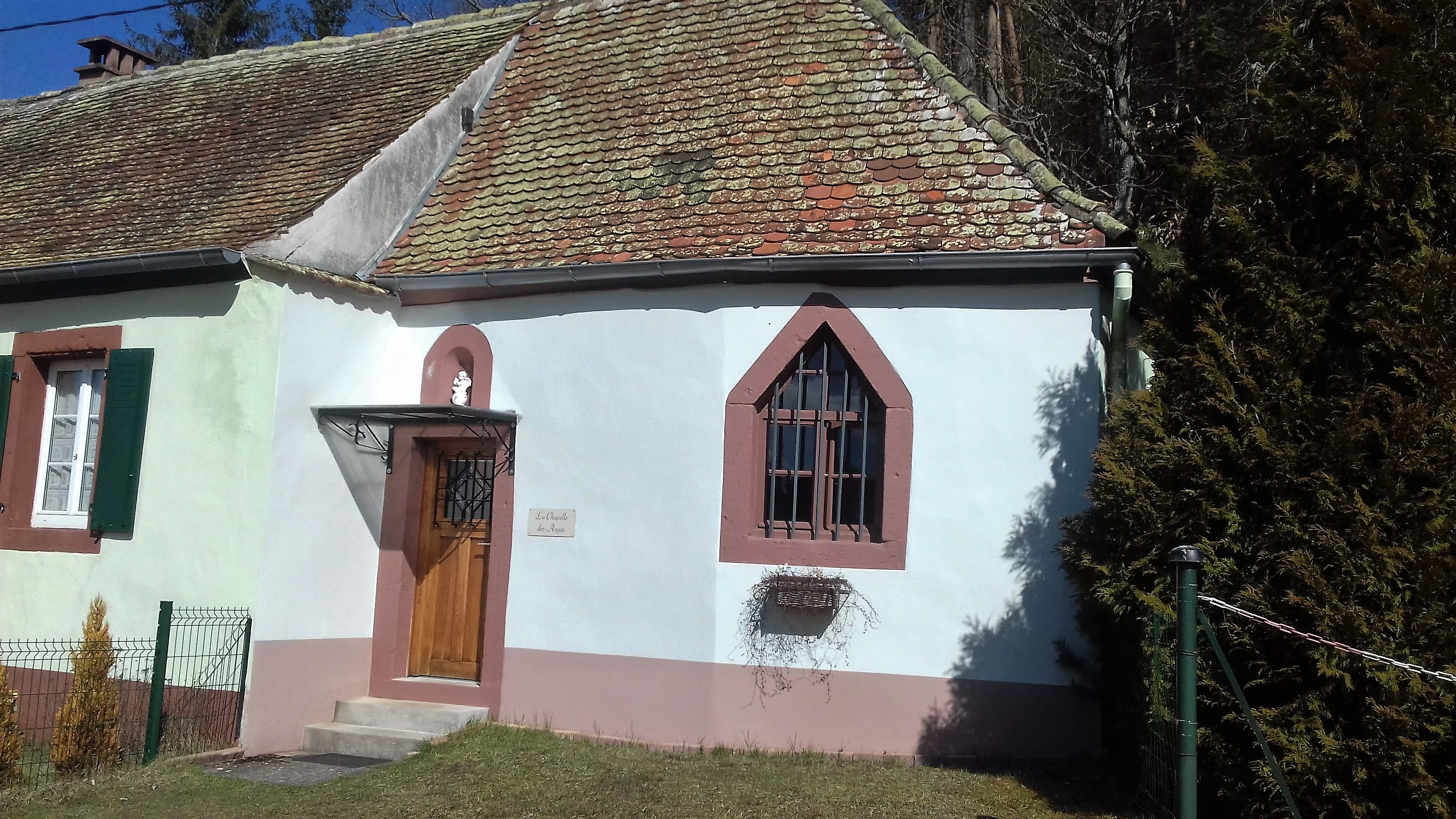
Chapelle des anges de Neunhoffen.

- L'Église Saint-Jean-Baptiste, du début du XIXe siècle[4],[5].

Dalle funéraire intégrée dans le mur de la nef de l'église.
Monument aux morts.
- Chapelle des anges[8].
- Croix de cimetière.
- Croix monumentale.
- Casemate.